# 1687-es országgyűlés
Az 1683 utáni másfél évtizedben a Habsburg Birodalom csapatai az oszmán hadsereget fokozatosan kiszorították Magyarország területéről. A császári seregek sikerei és magyarországi jelenlétük átrendezte az uralkodó és a magyar nemesség közötti erőviszonyokat. 1687-ben, Pozsonyban került sor a királyi Magyarország utolsó rendi országgyűlésére, melyen a magyar rendek lemondtak a szabad királyválasztás jogáról és az Aranybulla ellenállási záradékáról. Az uralkodó ugyanakkor megerősítette a Magyar Királyság állami önállóságát és rendi alkotmányát.
Bár az országgyűlést 1688 januárjában zárták le, a magyar történetírásban az 1687-es országgyűlés terjedt el.

## Előzmények

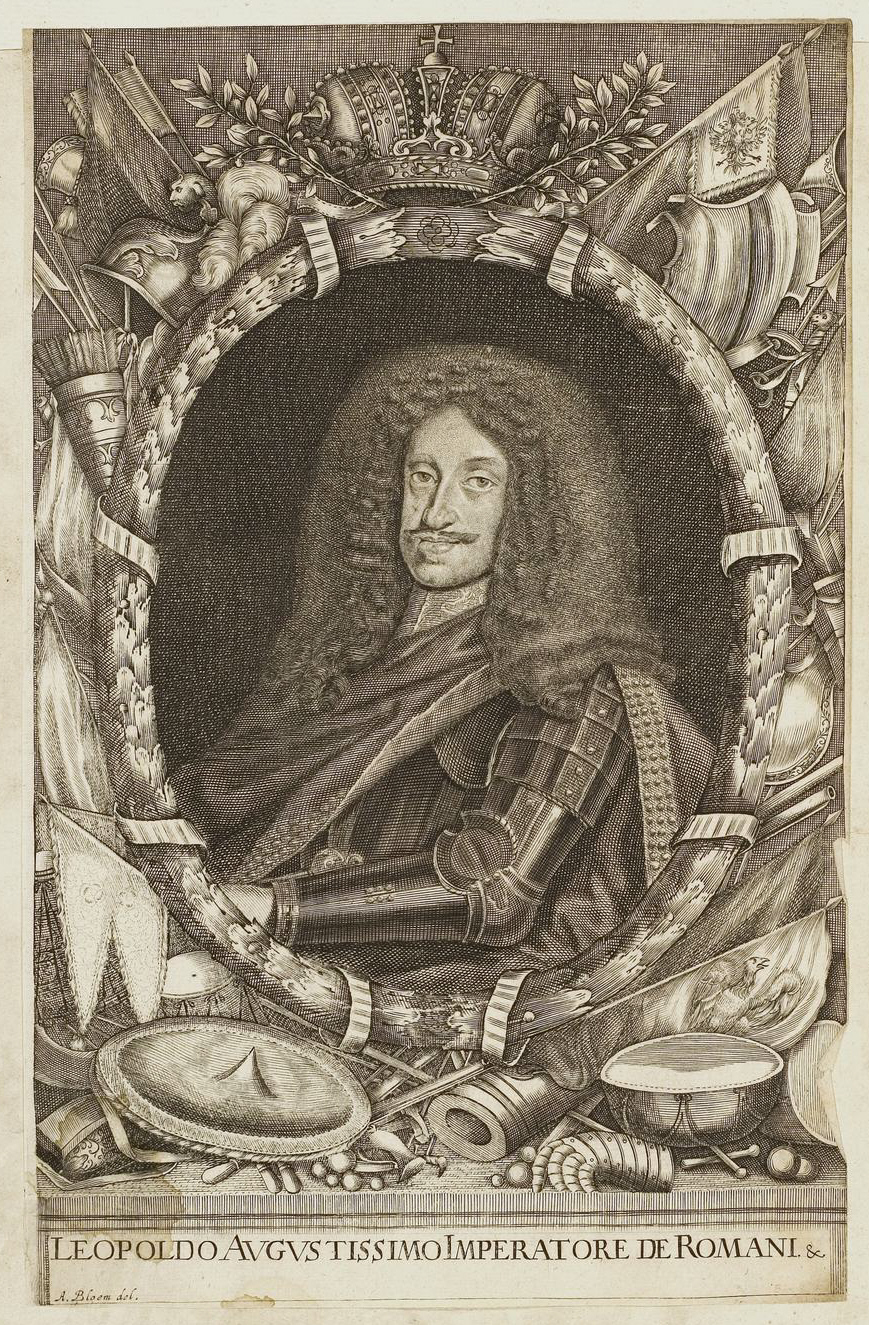
I. Lipót német-római császár, német király, magyar és cseh király

1683-ban az Oszmán Birodalom teljes haderejével támadást indított Bécs ellen. Június 21-én Thököly felmondta az udvarral kötött fegyverszünetet, majd felkereste a hadjáratot vezető nagyvezír eszéki táborát, ahol megállapodtak, hogy a fejedelem hűségére térők birtokait a török nem dúlja fel. Ennek hatására a magyar főurak túlnyomó többsége átállt, élelemmel és fegyveresen is támogatták a törököket.
Az oszmánok Bécset ostromolták, azonban a kahlenbergi csatában szeptember 12-én a birodalmi-lengyel hadsereg súlyos vereséget mért rájuk. 1684-ben XI. Ince pápa diplomáciai erőfeszítései révén létrejött a Szent Liga. 1686. szeptember 2-án a Károly herceg vezette keresztény koalíció visszafoglalta Budát az oszmánoktól. 1687-ben a nagyharsányi csatában az oszmán főerő is felmorzsolódott.
1686 végén Antonio Caraffa főhadbiztos állítása szerint egy veszedelmes összeesküvés nyomaira bukkant. Caraffa 1687. február 9-én uralkodói felhatalmazást kapott, hogy rendkívüli törvényszéket állítson fel. Az eperjesi törvényszék döntő mértékben gazdag és tekintélyes embereket fogott perbe. A kivégzettek között volt a környék leggazdagabb főura, Radvánszky György. Caraffa kínzásokkal akart tanúvallomást kicsikarni gróf Csáky Istvánból, aki országbíró és felső-magyarországi főkapitány volt, de eredménytelenül.
Az eperjesi vésztörvényszék nagyméretű nemzetközi felháborodást váltott ki. A vármegyék és a nádor határozott tiltakozására I. Lipót az év vége felé feloszlatta a bíróságot, de Caraffát magas kitüntetésekkel halmozták el.
Az udvari párt vezetői, elsősorban Széchényi Pál kalocsai érsek és Esterházy Pál nádor 1683 és 1687 között tárgyalásokat folytattak a bécsi udvarral a Magyar Királyság jövőbeni berendezkedéséről. Hajlandónak mutatkoztak arra, hogy lemondjanak a szabad királyválasztásról és más kompromisszumokra is hajlottak, ha az uralkodó tiszteletben tartja a Magyar Királyság alkotmányát. A közjogi viszonyok rendezetlensége ugyanis a Habsburg-párti magyar főurak és főpapok érdekét is sértette.
Ezzel egy időben a Habsburg Birodalom nemzetközi kampányba kezdett a törökökkel összefogott, Thököly-párti magyarok ellen. Johann Nicolaus Flämitzer hadbíró magyarokat gúnyoló pamfletet adott ki.
I. Lipót ebben a politikai környezetben hívta össze a magyar rendeket Szent Lukács napjára, azaz 1687. október 18-ára.

## Az országgyűlés határozatai
1687. november 7-én a pozsonyi rendi országgyűlés alsótáblája elfogadta a Habsburg-ház fiági örökösödésének törvényét és lemondott az ellenállási jog-ról. Az országgyűlés felsőtáblája szintén elfogadta a Habsburgok férfi ágon való örökösödését. Ugyancsak lemondtak az Aranybullában megfogalmazott ellenállási jogukról. Az országgyűlés által hozott törvényeket a király 1688. január 25-én szentesítette.
Azért tartotta fontosnak a bécsi udvar a trónöröklés rendjének törvényi rögzítését, mert félő volt, hogy a magyar rendek nem azt a Habsburgot választják meg magyar királynak, mint akit a birodalom többi koronaországában (az 1547. évi V. törvénycikk csak azt mondta ki, hogy mindig I. Ferdinánd utódai közül, de a sorrendet nem deklarálták). A fiági örökösödés elfogadása a köztudatban élő elképzeléssel szemben nem járt lényeges jogi változással, Miksa király 1563-as koronázása óta a Magyar Királyságnak folyamatosan Habsburg uralkodói voltak. December 9-én a kilencéves I. Józsefet magyar királlyá koronázták.
A kortársak pozitívan fogadták, hogy Lipót általános közkegyelmet hirdetett, továbbá érvénytelenítette az eperjesi törvényszék ítéleteit.
A protestáns köznemesség felé tett gesztusként az uralkodó felújította az 1681-es soproni országgyűlés valláspolitikai rendelkezéseit, mely korlátozottan engedélyezte a protestáns vallás gyakorlását.
Az országgyűlés ezzel szemben sértette a magyarországi városlakó polgárság érdekeit: ezentúl a városok csakis akkor nyerhették el a szabad királyi városi státuszt, ha azt a rendi országgyűlés jóváhagyta. A bécsi udvar ezzel a nagyobbrészt protestáns és Habsburg-ellenes polgárság politikai törekvéseit akarta visszaszorítani.
Az országgyűlés megszavazta több mint másfél száz külföldi arisztokrata, hadvezér és tisztviselő magyar honosítását, „remélvén, hogy a hazának hálás és hasznos polgárai (...) lesznek.” Így I. Lipót a magyar törvények betartásával osztogathatott magyar birtokokat a (korábbi szakirodalomban németnek tartott, valójában multietnikus) birodalmi arisztokráciának.
Az uralkodó azzal tette teljessé győzelmét, hogy az I. Ferdinánd korabeli királyi hitlevél 17 pontját 6 pontra szűkítette le. A régi hitlevélből kimaradtak az országgyűlés háromévenként megtartására, a magyar ügyeknek magyarok általi intézésére, a nádor választására és hatáskörére, a véghelyek kapitányainak magyar voltára, az idegen zsoldosok kivételére, a vallásszabadságra és általában a vallásügyre vonatkozó határozatok. Csak általánosságban szólt arról, hogy az országlakosokat kiváltságaikban megtartja.

## Az 1687-es országgyűlés utóélete
Lipót király hátralévő életében nem hívott többé össze országgyűlést. Legközelebb I. József király hívta össze a magyar rendeket, a pozsonyi országgyűlés 1708. április 3-án nyílott meg.
Az uralkodó (Esterházy Pál nádori előterjesztésével szemben) nem engedélyezte az önálló magyar haderő felállítását. A feleslegesnek ítélt végvári katonaságot feloszlatták, valamint megkezdték reguláris ezredekbe szervezésüket. A hajdúkat és a kurucokat megfosztották kiváltságaiktól, ezzel szemben felállították az első az idegen nemzetiségű (rác, horvát) határőrezredek (és határőrvidékek) szervezését. A bécsi udvar a visszafoglalt hódoltsági területeken erős rekatolizációba kezdett. A vármegyerendszer megmaradt, azonban Horvátország közvetlenül Bécs irányítása alá került, élén katonai kormányzóval. Nem szüntették meg a báni méltóságot, de annak személyét ezentúl Bécs választotta.
1688 és 1690 között Kollonich Lipót esztergomi érsek egy közel 500 oldalas tervezetet dolgozott ki (A Magyar Királyság berendezése - Einrichtungswerk des Königreichs Hungarn), mely Magyarország helyzetét lényegében az osztrák örökös tartományokéval tette volna hasonlóvá. Ugyan az Einrichtungswerk nem valósult meg a gyakorlatban, a tervezet mégis kiválóan mutatja, hogy az 1687-es országgyűlés eredményeivel sem a magyar nemesség, sem a bécsi udvar nem volt elégedett.